# Liste der Monuments historiques in Carnoët
Die Liste der Monuments historiques in Carnoët führt die Monuments historiques in der französischen Gemeinde Carnoët auf.

## Liste der Bauwerke
| Bezeichnung                  | Beschreibung                  | Standort | Kennzeichnung | Schutzstatus | Datum | Bild           |
| ---------------------------- | ----------------------------- | -------- | ------------- | ------------ | ----- | -------------- |
| Motte von Rospellem          |                               | (Lage)   | PA00135353    | Inscrit      | 1995  | weitere Bilder |
| Tumuli von Trélan            |                               | (Lage)   | PA00089056    | Inscrit      | 1971  |                |
| Kapelle Notre-Dame und Mühle | Erbaut im 16. Jahrhundert     | (Lage)   | PA00089055    | Inscrit      | 1927  | weitere Bilder |
| Kapelle St-Gildas            | Erbaut im 15./16. Jahrhundert | (Lage)   | PA00089054    | Classé       | 1972  | weitere Bilder |

## Liste der Objekte

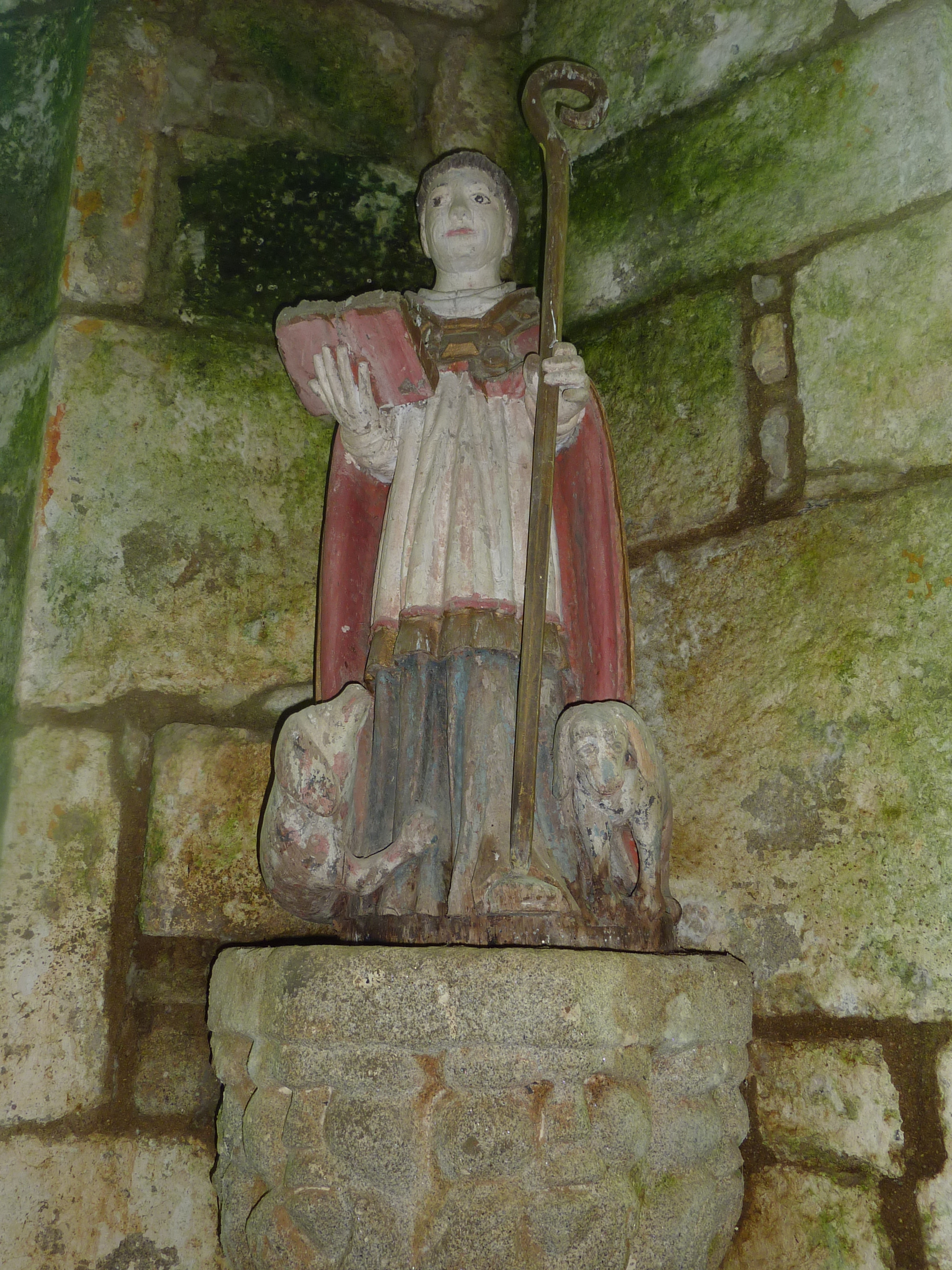
Skulptur des heiligen Gildas (16. Jahrhundert) in der Kapelle St-Gildas

- Monuments historiques (Objekte) in Carnoët in der Base Palissy des französischen Kultusministeriums